# Offi36 Inc.
株式会社 オフィサム (Offi36 Inc.) は東京都千代田区に本社を置くソフトウェア開発会社。

## 概要
資本金は750万円。2010年2月に現社名で法人化。2011年より、証券会社の顧客が注文を行う際のプラットフォーム開発を開始。以降、国内外の証券会社に開発したシステムを提供している。2013年にインヴァスト証券に提供していた注文システムが全世界約8,000のシステムの中から日本人として初めての年間最優秀ストラテジーアワード受賞により、一躍脚光を浴びた。
この当時、オフィサムが開発した注文システムは述べ1万人以上が利用している。

## 雑誌
- 『BIGtomorrow』 2015年7月号 監修
- anan コラム担当